# Tripodanthus
Tripodanthus är ett släkte av tvåhjärtbladiga växter. Tripodanthus ingår i familjen Loranthaceae.
Kladogram enligt Catalogue of Life:
| Tripodanthus | \| \| Tripodanthus acutifolius \| \| \| \| \| \| Tripodanthus belmirensis \| \| \| \| \| \| Tripodanthus flagellaris \| \| \| \| |
|              | \| \| Tripodanthus acutifolius \| \| \| \| \| \| Tripodanthus belmirensis \| \| \| \| \| \| Tripodanthus flagellaris \| \| \| \| |
|              | Tripodanthus acutifolius |
|              | |
|              | Tripodanthus belmirensis |
|              | |
|              | Tripodanthus flagellaris |
|              | |